# Bourbourwa (Dakoussa)
Bourbourwa (auch: Bourbouroua) ist ein Dorf in der Landgemeinde Dakoussa in Niger.

## Geographie
Das Dorf befindet sich rund sechs Kilometer südöstlich des Hauptorts Dakoussa der gleichnamigen Landgemeinde, die zum Departement Takeita in der Region Zinder gehört. Zu weiteren Siedlungen in der Umgebung von Bourbourwa zählen Albarkaram im Osten, Kirchia und Guéza Mahaman im Südosten sowie Bargouma im Südwesten.
Bourbourwa besteht aus zwei Ortsteilen, die jeweils von eigenen traditionellen Ortsvorstehern (chefs traditionnels) geleitet werden: Bourbourwa Boulama im Norden und Bourbourwa Kirilla im Süden.
Das Dorf liegt in einem Tal zwischen zwei Quarzit-Hügelketten.
Es herrscht das Klima der Sahelzone vor, mit einer durchschnittlichen jährlichen Niederschlagsmenge zwischen 300 und 400 mm.

## Geschichte
Der Ortsname bezeichnet in der Sprache Hausa die Liebesgräser-Art Eragrostis tremula. Die 219 Kilometer lange Piste zwischen den Orten Gouré und Tanout, die durch Bourbourwa führte, galt in den 1920er Jahren als einer der Hauptverkehrswege in der damaligen französischen Kolonie Niger.

## Bevölkerung
Bei der Volkszählung 2012 hatte Bourbourwa 2022 Einwohner, die in 243 Haushalten lebten. Bei der Volkszählung 2001 betrug die Einwohnerzahl 1079 in 17 Haushalten und bei der Volkszählung 1988 belief sich die Einwohnerzahl auf 1544 in 249 Haushalten.
Die Bevölkerungsdichte in diesem Gebiet ist mit über 100 Einwohnern je Quadratkilometer hoch.

## Wirtschaft und Infrastruktur
Das Gebiet der Ebenen im Süden der Region Zinder, in dem Bourbourwa liegt, ist von einer anhaltenden Degradation der ackerbaulichen Flächen gekennzeichnet, die mit der hohen Bevölkerungsdichte in Zusammenhang steht. Es gibt eine Schule im Ort. Durch Bourbourwa verläuft die 187,5 Kilometer lange Nationalstraße 34 zwischen der Nationalstraße 11 und Gouré. Es handelt sich um eine einfache Erdstraße.

## Persönlichkeiten
- Ibrahim Natatou (* 1962), Chemiker und Politiker